# Les Chiens enragés (roman)
Pour les articles homonymes, voir Les Chiens enragés.
Les Chiens enragés est un roman de Gilbert Sigaux paru en 1949 aux éditions Julliard et ayant reçu le prix Interallié la même année.

## Éditions
- Les Chiens enragés, éditions Julliard, 1949.